# Cabannes (Bouches-du-Rhône)
Pour les articles homonymes, voir Cabannes.
Cabannes est une  commune française, située dans le département des Bouches-du-Rhône en région Provence-Alpes-Côte d'Azur.
La commune s'étend sur 20,9 km² et compte 4 576 habitants en 2022. Avec une densité de 212,4 habitants par km², Cabannes a connu une hausse de 1,93 % de sa population par rapport à 2012. Entourée par les communes de Saint-Andiol, Noves et Châteaurenard, Cabannes est située à 4 km au sud-est d'Avignon, la plus grande ville à proximité. Située à 52 mètres d'altitude, la Durance est le principal cours d'eau qui traverse la commune de Cabannes. Ses habitants s'appellent les Cabannais.

## Géographie

### Situation
Cabannes se situe au nord du département des Bouches-du-Rhône. Son territoire marque la limite avec le département de Vaucluse.
|       | Caumont-sur-Durance (Vaucluse) |                      |
| Noves | Cabannes                       | Cavaillon (Vaucluse) |
|       | Saint-Andiol                   | Plan-d'Orgon         |

### Climat
Pour des articles plus généraux, voir Climat de Provence-Alpes-Côte d'Azur et Climat des Bouches-du-Rhône.
En 2010, le climat de la commune est de type climat méditerranéen franc, selon une étude du Centre national de la recherche scientifique s'appuyant sur une série de données couvrant la période 1971-2000. En 2020, Météo-France publie une typologie des climats de la France métropolitaine dans laquelle la commune est exposée à un climat méditerranéen et est dans la région climatique  Provence, Languedoc-Roussillon, caractérisée par une pluviométrie faible en été, un très bon ensoleillement (2 600 h/an), un été chaud (21,5 °C), un air très sec en été, sec en toutes saisons, des vents forts (fréquence de 40 à 50 % de vents > 5 m/s) et peu de brouillards. 
Pour la période 1971-2000, la température annuelle moyenne est de 14,1 °C, avec une amplitude thermique annuelle de 17,4 °C. Le cumul annuel moyen de précipitations est de 650 mm, avec 5,9 jours de précipitations en janvier et 2,4 jours en juillet. Pour la période 1991-2020, la température moyenne annuelle observée sur la station météorologique de Météo-France la plus proche, « Eyragues », sur la commune d'Eyragues à 9 km à vol d'oiseau, est de 15,2 °C et le cumul annuel moyen de précipitations est de 631,8 mm. 
La température maximale relevée sur cette station est de 42,2 °C, atteinte le 28 juin 2019 ; la température minimale est de −9,9 °C, atteinte le 2 mars 2005,,. 
Les paramètres climatiques de la commune ont été estimés pour le milieu du siècle (2041-2070) selon différents scénarios d'émission de gaz à effet de serre à partir des nouvelles projections climatiques de référence DRIAS-2020. Ils sont consultables sur un site dédié publié par Météo-France en novembre 2022.

## Urbanisme

### Typologie
Au 1er janvier 2024, Cabannes est catégorisée bourg rural, selon la nouvelle grille communale de densité à 7 niveaux définie par l'Insee en 2022.
Elle appartient à l'unité urbaine d'Avignon, une agglomération inter-régionale dont elle est une commune de la banlieue,. Par ailleurs la commune fait partie de l'aire d'attraction d'Avignon, dont elle est une commune de la couronne,. Cette aire, qui regroupe 48 communes, est catégorisée dans les aires de 200 000 à moins de 700 000 habitants,.

### Occupation des sols
L'occupation des sols de la commune, telle qu'elle ressort de la base de données européenne d’occupation biophysique des sols Corine Land Cover (CLC), est marquée par l'importance des territoires agricoles (78,6 % en 2018), une proportion sensiblement équivalente à celle de 1990 (79 %). La répartition détaillée en 2018 est la suivante : 
cultures permanentes (72,1 %), zones urbanisées (8,6 %), zones agricoles hétérogènes (6,5 %), milieux à végétation arbustive et/ou herbacée (5,7 %), espaces ouverts, sans ou avec peu de végétation (5,4 %), forêts (1,7 %). L'évolution de l’occupation des sols de la commune et de ses infrastructures peut être observée sur les différentes représentations cartographiques du territoire : la carte de Cassini (XVIIIe siècle), la carte d'état-major (1820-1866) et les cartes ou photos aériennes de l'IGN pour la période actuelle (1950 à aujourd'hui).

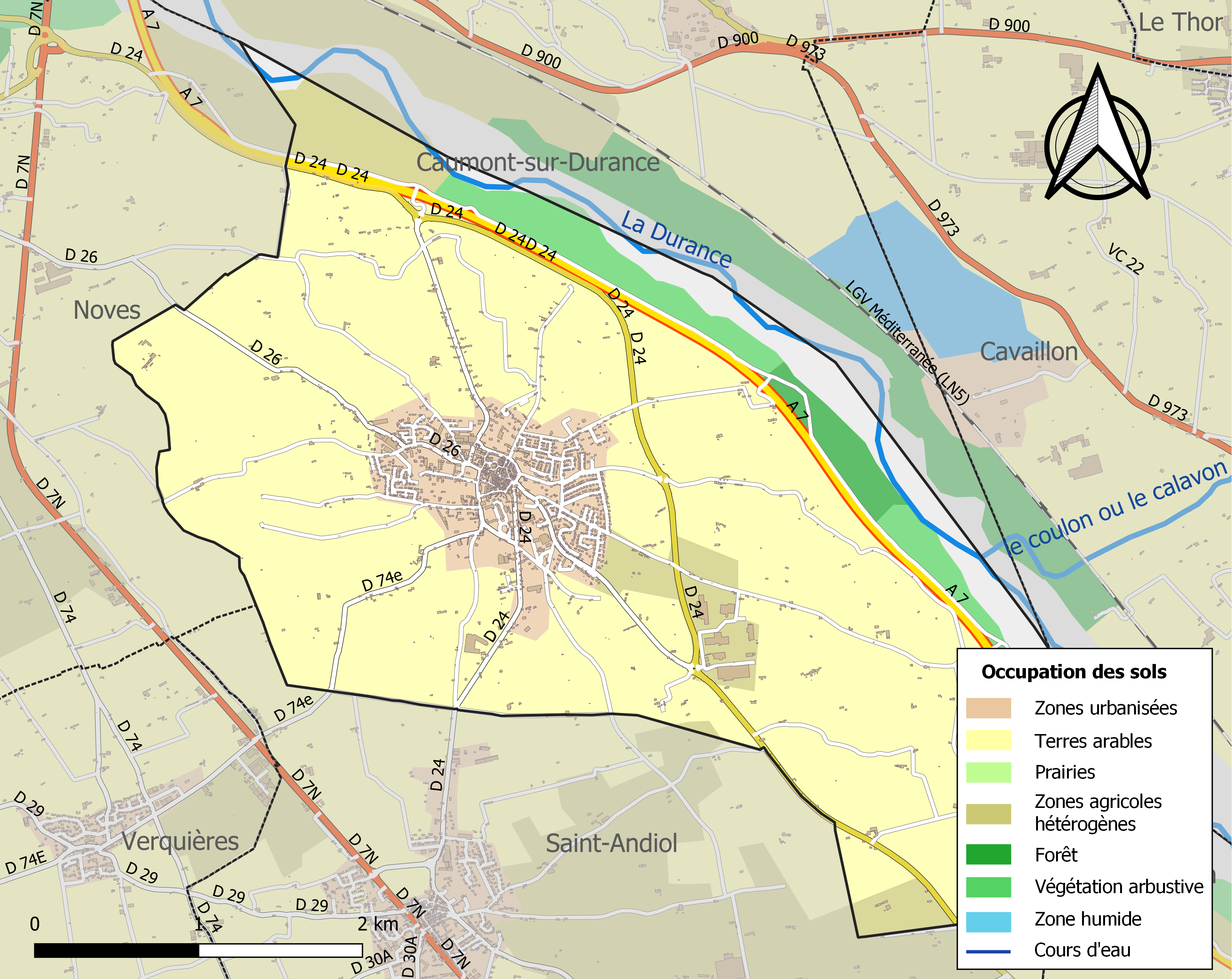
Carte des infrastructures et de l'occupation des sols de la commune en 2018 (CLC).

## Toponymie
Du bas-latin capanna, désignant une hutte et qui a donné le mot « cabane ».

## Politique et administration

### Liste des maires
| Période                                  | Période      | Identité                         | Étiquette | Qualité                                                                    |
| ---------------------------------------- | ------------ | -------------------------------- | --------- | -------------------------------------------------------------------------- |
| Les données manquantes sont à compléter. |              |                                  |           |                                                                            |
|                                          |              |                                  |           |                                                                            |
|                                          | 1835         | Pierre François Xavier Cavaillon |           |                                                                            |
|                                          |              |                                  |           |                                                                            |
| 1945                                     | 1953         | Marc Antoine Vidau               |           |                                                                            |
| 1953                                     | 1959         | Joseph Dauphin                   |           |                                                                            |
| 1959                                     | 1983         | Marius Lance                     |           |                                                                            |
| 1983                                     | 1989         | Francis Mistral                  |           |                                                                            |
| 1989                                     | juin 1995    | Paul Villiard                    | DVD       |                                                                            |
| juin 1995                                | février 2012 | Gérard Vouland                   | UMP       | Démissionnaire                                                             |
| février 2012                             | juillet 2020 | Christian Chasson                | LR        | Retraité                                                                   |
| juillet 2020                             | octobre 2020 | Nathalie Girard                  | DVD       | Vice-présidente de la CA Terre de Provence (2020 → 2020) Morte en fonction |
| novembre 2020                            | En cours     | Gilles Mourgues                  |           |                                                                            |

### Jumelages
- Castro dei Volsci (Italie), depuis 2010[19].

## Population et société

### Démographie
L'évolution du nombre d'habitants est connue à travers les recensements de la population effectués dans la commune depuis 1793. Pour les communes de moins de 10 000 habitants, une enquête de recensement portant sur toute la population est réalisée tous les cinq ans, les populations de référence des années intermédiaires étant quant à elles estimées par interpolation ou extrapolation. Pour la commune, le premier recensement exhaustif entrant dans le cadre du nouveau dispositif a été réalisé en 2008.

En 2022, la commune comptait 4 576 habitants, en évolution de +3,09 % par rapport à 2016 (Bouches-du-Rhône : +2,48 %, France hors Mayotte : +2,11 %).
| 1793 | 1800  | 1806  | 1821  | 1831  | 1836  | 1841  | 1846  | 1851  |
| ---- | ----- | ----- | ----- | ----- | ----- | ----- | ----- | ----- |
| 960  | 1 265 | 1 338 | 1 534 | 1 523 | 1 562 | 1 508 | 1 506 | 1 566 |

| 1856  | 1861  | 1866  | 1872  | 1876  | 1881  | 1886  | 1891  | 1896  |
| ----- | ----- | ----- | ----- | ----- | ----- | ----- | ----- | ----- |
| 1 601 | 1 638 | 1 550 | 1 474 | 1 509 | 1 515 | 1 542 | 1 506 | 1 583 |

| 1901  | 1906  | 1911  | 1921  | 1926  | 1931  | 1936  | 1946  | 1954  |
| ----- | ----- | ----- | ----- | ----- | ----- | ----- | ----- | ----- |
| 1 777 | 1 830 | 1 969 | 1 791 | 1 941 | 2 067 | 2 104 | 2 008 | 2 252 |

| 1962  | 1968  | 1975  | 1982  | 1990  | 1999  | 2006  | 2008  | 2013  |
| ----- | ----- | ----- | ----- | ----- | ----- | ----- | ----- | ----- |
| 2 487 | 2 698 | 2 767 | 2 982 | 3 929 | 4 119 | 4 268 | 4 314 | 4 372 |

| 2018  | 2022  | - | - | - | - | - | - | - |
| ----- | ----- | - | - | - | - | - | - | - |
| 4 443 | 4 576 | - | - | - | - | - | - | - |

### Cultes et religion
Le culte catholique est représenté par les paroisses de Saint-Rémy-de-Provence, Eygalières, Mollégès, Saint-Andiol, Plan-d'Orgon, Verquières et Cabannes qui sont regroupées en un ensemble pastoral.

### Manifestations culturelles et festivités
La nuit du blues de Cabannes

## Culture et patrimoine

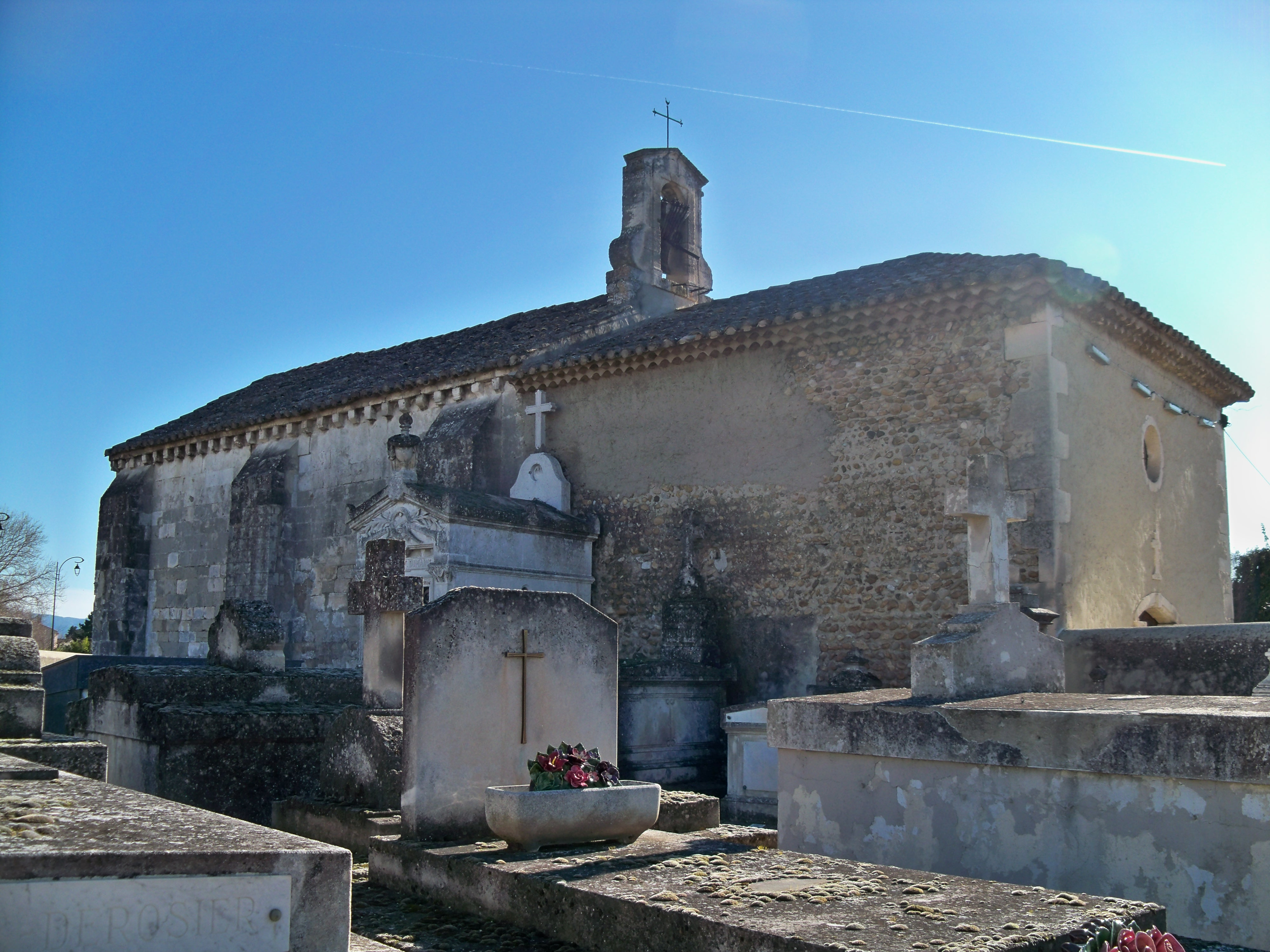
Chapelle Saint-Michel.

### Lieux et monuments
- Monument aux morts (place de l'Église).
- Église Saint-Michel de Cabannes.
- Église Sainte-Marie-Madeleine de Cabannes.

### Personnalités liées à la commune

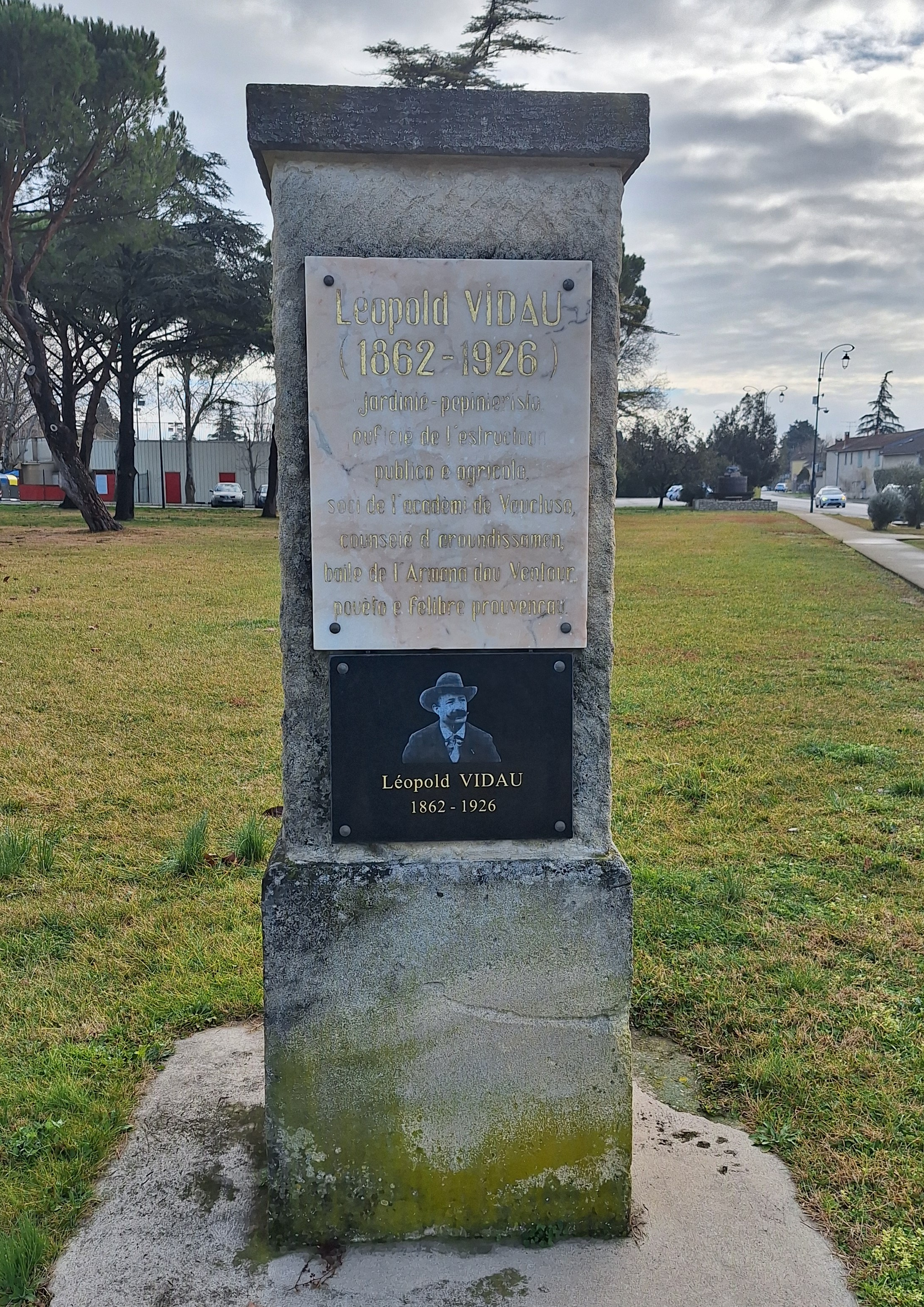
Monument Léopold Vidau à Cabannes

- Monument Léopold Vidau à CabannesLéopold Vidau (1862-1926), poète, écrivain, historien, auteur de De la Durance aux Alpilles[26] et de L'histoire de Cabannes [27]
- Adolphe Dumas

### Héraldique
| Armes de Cabannes | Les armes peuvent se blasonner ainsi : D'azur à un cor de chasse d'or, surmonté de trois bilettes du même rangées en chef. |